# نمبال
نمبال (به انگلیسی: Numbal) یک منطقهٔ مسکونی در پاکستان است که در ناحیه راولپندی واقع شده‌است. نمبال ۱۱٬۵۴۷ نفر جمعیت دارد.